# Фран Гамес
Фран Гамес (ісп. Fran Gámez, нар. 27 липня 1991, Сагунт) — іспанський футболіст, захисник клубу «Мальорка».

## Ігрова кар'єра
Народився 27 липня 1991 року в місті Сагунт. Вихованець футбольної школи клубу «Асеро». Дорослу футбольну кар'єру розпочав 2010 року в основній команді того ж клубу, після чого грав за іншу місцеву команду «Атлетіко Сагунтіно».
2018 року уклав контракт з клубом «Мальорка».